# Al filo de las sombras
Al filo de las sombras (título original: Shadow's Edge) es la segunda novela en la trilogía de fantasía El ángel de la noche del escritor estadounidense Brent Weeks.
La edición española en rústica apareció en noviembre de 2010 y la de bolsillo en febrero de 2012. Tanto en Estados Unidos como en España, los tres libros de la trilogía se publicaron con pocos meses de diferencia entre sí.

## Sinopsis
La historia se desarrolla en un mundo alternativo de aire medieval llamado Midcyru. Kylar Stern ha rechazado la vida de asesino tras el ascenso al poder del rey dios Garoth Ursuul, se ha mudado de ciudad y ha escogido una nueva profesión. Cuando descubre que su amigo Logan de Gyre, auténtico heredero del trono de Cenaria, sigue vivo, deberá decidir entre permanecer al margen y proteger a su familia o salvar a su amigo y a su país.
En Cenaria, el khalidoriano Garoth Ursuul se ha hecho con el control de la ciudad y la corte, pero los bajos fondos siguen resistiendo y oponiéndose a él. Además, los poderes de otros países (incluido su Khalidor natal) no están necesariamente a su favor. 
Al filo de las sombras amplía el alcance y el elenco de personajes de su predecesora.